# 2004 HQ79
2004 HQ79, também escrito como 2004 HQ79, é um corpo menor que está localizado no disco disperso, uma região do Sistema Solar. Ele possui uma magnitude absoluta de 7,8 e tem um diâmetro estimado com cerca de 116 km.

## Descoberta
2004 HQ79 foi descoberto no dia 26 de abril de 2004 pelo Canada-France Ecliptic Plane Survey.

## Órbita
A órbita de 2004 HQ79 tem uma excentricidade de 0,428 e possui um semieixo maior de 63,901 UA. O seu periélio leva o mesmo a uma distância de 36,535 UA em relação ao Sol e seu afélio a 91,268 UA.